# Julen Lopetegui
Julen Lopetegui Argote (Asteasu, 1966. augusztus 28. –) spanyol labdarúgó, a katari válogatott szövetségi kapitánya. 2016 és 2018 nyara közt a spanyol válogatott szövetségi kapitánya, majd a 2018-as világbajnokságot követően a Real Madrid vezetőedzője volt.

## Pályafutása

### Játékosként
Lopetegui pályafutása kezdetén a Real Sociedad utánpótlás csapataiban edződött, ahol a legendás Luis Arconádától is tanulhatott, majd 1985-ben leigazolta a Real Madrid.
Három évig volt a madridiak játékosa, ez idő alatt mindössze egy bajnokin kapott lehetőséget Francisco Buyo mögött, az 1988-1989-es idényt pedig kölcsönben a Las Palmasnál töltötte.
Ezt követően három idényen keresztül a CD Logroñés kapuját védte, majd az Barcelonához igazolt, ahol Andoni Zubizarreta utódjának szánták.
Három év, és öt bajnoki után távozott, a Rayo Vallecano játékosa lett, itt fejezte be pályafutását 2002-ben.
A válogatottban egy alkalommal kapott szerepet, 1994. március 23-án a horvátok elleni mérkőzésen az utolsó fél órára állt be Zubizarreta helyére.

### Edzőként
2003-ban, a U17-es spanyol válogatott mellett kezdte edzői pályafutását, majd még ugyanebben az évben kinevezték a Rayo Vallecano vezetőedzőjének. Az idény végén kiestek a Primera Divisionból, a következő években Lopetegui inkább sportkommentátorként tevékenykedett.
2010-től négy éven át a spanyol utánpótlásban vállalt szerepet, irányításával a 2012-es U19-es Európa-bajnokságot és a 2013-as U21-es Európa-bajnokságot is a hispánok nyerték meg.
2014. május 6-án kinevezték az Porto edzőjének. Nem ez  volt a legsikeresebb időszak a portugál klub életében. Annak ellenére, hogy az addigi legnagyobb költségvetéssel dolgozhatott, és hét spanyol játékost is igazolt, Lopetegui nem tudott bajnoki címet szerezni, és bár a BL-ben negyeddöntőbe jutott, ott a Bayern München 6-1-re verte a Sárkányokat.
A következő szezonban csak harmadik helyen álltak a bajnokságban, és a nemzetköti kupaporondon is visszafogottan teljesített a klub, ezért 2016 januárjában menesztették, helyét Rui Barros vette át.
2016. július 21-én bejelentették, hogy ő lesz a távozó Vicente del Bosque utódja a spanyol válogatott élén.
2018. június 12-én bejelentették, hogy a 2018-as világbajnokságot követően feláll a spanyol válogatott kispadjáról és a Real Madrid vezetőedzője lesz. Végül már másnap felmentették a szövetségi kapitányi tisztség alól, utódja ideiglenesen Fernando Hierro lett.
Első tétmérkőzése a Real Madrid élén az augusztus 15-én megrendezett UEFA-szuperkupa mérkőzés volt, amelyet 4–2 arányban elvesztettek a városi rivális, Európa-liga-győztes Atlético de Madrid ellen. A spanyol bajnokságot sem kezdte jól a madridi csapat, majd mikor október 28-án az ősi rivális Barcelona 5–1-re legyőzte a Real Madridot a Camp Nou-ban, a klub vezetősége másnap menesztette Lopeteguit a csapat éléről.
2019. június 5-én Lopeteguit nevezték ki a Sevilla új vezetőedzőjének. Hároméves szerződést írt alá. Első évében negyedikek lettek és bejutottak a Bajnokok-ligájába, majd megverték a Roma-t az Európa-liga döntőjében, megnyerve a csapat első nemzetközi trófeáját. 2021 januárjában aláírt egy két éves szerződést, de október 5-én kirúgták, azt követően, hogy a csapat első 8 mérkőzéséből ötöt elvesztett. Miután elhagyta a csapatot megkereste a Wolverhampton Wanderers, de 92 éves apja betegsége miatt elutasította az angol együttest.
2022 novemberében, hat és fél évvel azt követően, hogy először szóba került a kinevezése, Lopetegui végre a Wolverhampton Wanderers menedzsere lett, kinevezése a 2022-es világbajnokság kezdetekor lépett életbe. 27 tétmeccsen tíz győzelem és öt döntetlen mellett tizenkét vereséget szenvedett irányításával a Wolves, amely a 13. helyen zárta a bajnokságot. 2023 augusztusában közös megegyezéssel távozott a csapat éléről.
2024. május 23-án az angol West Ham United jelentette be, hogy július 1-jétől ő veszi át David Moyes helyét, és kétéves szerződést írt alá harmadik évre szóló opcióval. 2025. január 8-án a West Ham vezetősége a gyenge eredmények miatt menesztette Lopeteguit.
2025. május 1-jén a katari labdarúgó-szövetség a hivatalos felületein jelentette be, hogy ő veszi át a válogatott irányítását.

## Sikerei

### Játékosként
Real Madrid CF
- La Liga: 1989–90
- Supercopa de España: 1989, 1990

FC Barcelona
- Kupagyőztesek Európa-kupája: 1996–97[30]
- Copa del Rey: 1996–97
- Supercopa de España: 1994, 1996

Spanyolország U20
- U20-as labdarúgó-világbajnokság: Ezüstérmes 1985

### Edzőként
Spanyolország U19
- U19-es labdarúgó-Európa-bajnokság: 2012

Spanyolország U21
- U21-es labdarúgó-Európa-bajnokság: 2013

### Sevilla
- Európa-liga: 2019–20

## Edzői statisztikája
2025. július 3-án lett frissítve.'
| Rayo Vallecano          | Spanyolország | 2003. július 1.    | 2003. november 3.  | 11  | 2   | 2  | 7  | 18.18 | 10  | 17  | −7   | [ 32 ] |
| Real Madrid B           | Spanyolország | 2008. július 1.    | 2009. június 30.   | 38  | 18  | 9  | 11 | 47.37 | 60  | 45  | +15  | [ 32 ] |
| Spanyolország U19       | Spanyolország | 2010. augusztus 1. | 2013. május 30.    | 11  | 8   | 3  | 0  | 72.73 | 29  | 9   | +20  | [ 32 ] |
| Spanyolország U20       | Spanyolország | 2010. augusztus 1. | 2014. április 30.  | 10  | 7   | 2  | 1  | 70.00 | 22  | 8   | +14  | [ 32 ] |
| Spanyolország U21       | Spanyolország | 2012. augusztus 8. | 2014. április 30.  | 11  | 11  | 0  | 0  | 100   | 34  | 7   | +27  | [ 32 ] |
| Porto                   | Portugália    | 2014. július 1.    | 2016. január 7.    | 78  | 53  | 16 | 9  | 67.95 | 159 | 54  | +105 | [ 33 ] |
| Spanyolország           | Spanyolország | 2016. július 21.   | 2018. június 13.   | 20  | 14  | 6  | 0  | 70.00 | 61  | 13  | +48  | [ 32 ] |
| Real Madrid             | Spanyolország | 2018. július 1.    | 2018. október 29.  | 14  | 6   | 2  | 6  | 42.86 | 21  | 20  | +1   | [ 34 ] |
| Sevilla                 | Spanyolország | 2019. június 4.    | 2022. október 5.   | 170 | 90  | 44 | 36 | 52.94 | 247 | 163 | +84  | [ 35 ] |
| Wolverhampton Wanderers | Anglia        | 2022. november 14. | 2023. augusztus 8. | 27  | 10  | 6  | 11 | 37.04 | 28  | 38  | –10  | [ 33 ] |
| West Ham United         | Anglia        | 2024. július 1.    | 2025. január 8.    | 22  | 7   | 5  | 10 | 31.82 | 26  | 44  | –18  | [ 33 ] |
| Katar                   | Katar         | 2025. május 1.     | Jelenlegi          | 2   | 1   | 0  | 1  | 50.00 | 1   | 3   | –2   | [ 33 ] |
| Összesített             | Összesített   | Összesített        | Összesített        | 427 | 238 | 94 | 95 | 55.74 | 740 | 442 | +298 | –      |